# Landskrona citadell
Landskrona citadell eller Landskrona slott är en fästning i Landskrona, Skåne län. Citadellet är en av Nordens bäst bevarade vattenfästningar från 1500-talet med ett välbevarat vallgravssystem. Det har även varit fängelse. Här finns både en gammal fängelsehåla och ett fängelsetorn.
Numera ägs citadellet av Statens fastighetsverk. Citadellet är statligt byggnadsminne sedan 25 januari 1935. Slottet används till festarrangemang och guidade visningar. 

## Historia
Den danske kungen Christian III beslöt 1549 att anlägga en fästning i Landskrona. Den uppfördes under drygt 10 års tid som en kvadratisk borg, med fyra torn och omgivande vattengrav. Sedan Landskrona blivit svenskt förstärktes fästningen mycket kraftigt och 1667–1675 anlades det yttre försvarssystemet med de stora bastionerade jordvallarna.
Den 2:a augusti 1677 kapitulerade den svenske kommendanten Hieronymus Lindeberg sig själv och Citadellet till Christian V och ca 7000 danska  soldater. Slottet blev därefter danskt värvningskontor fram till 1679. Lindeberg , som erhöll fri lejd, dömdes för förräderi till döden och avrättades.
Utanför slottsmurarna och inre vallgraven, men innanför vallarna, byggdes under första hälften av 1700-talet ett antal ännu bevarade byggnader såsom Officersflygeln och det intilliggande Tyghuset, Fortifikationshuset och Artilleribaracken, som också kallas "Gula Kasernen". Även Kronobageriet uppfördes vid denna tid, men har senare helt om- eller nybyggts till bostadshus.
Landskrona citadell användes som fästningsfängelse från 1700-talets början. Sedan citadellet utdömts som landsfästning 1822 fungerade det enbart som fängelse fram till 1940. Sedan dess har det tillfälligt använts som militärförläggning och flyktingläger, men i huvudsak stått tomt. Av den äldsta slottsanläggningen är själva huvudbyggnaden och hörntornen bevarade. Övrig bebyggelse inom den ursprungliga borgen har växlat mycket under årens lopp. Omfattande restaureringsarbeten utfördes 1971-75 under ledning av arkitekt Sven Silow.

## Beskrivning
Citadellet i Landskrona var redan från början avsett som en ren försvarsanläggning. Grundplanen var kvadratisk och slottet omgavs av en sjuttio meter bred vallgrav. Huvudlängan mot sundet var kraftigt bestyckad. Borgens andra sidor var skyddade av spärrmurar med hörntorn.
År 1644 intogs Landskrona av Gustaf Horn under det Torstensonska kriget, men danskarna återfick staden året därpå. Efter freden i Roskilde 1658 blev bland annat Skåne svenskt. Mellan 1667 och 1675 byggde svenskarna ut anläggningen till Nordens modernaste fästning. De yttre försvarsverken uppfördes med omfattande bastioner av jordvallar och med vattenfyllda vallgravar. På 1700-talet byggdes huvudlängan om till ett bombsäkert magasin. Dessutom uppfördes Officersflygeln, Gula kasernen och Tyghuset. I samband med detta drogs vallgraven tillbaka. Dessförinnan gick vattnet ut till jordvallen på bilden till höger. 
Fredrik I bestämde 1746 att hela landet skulle befästas. Vid Landskrona byggdes Adolfsfäste på grundet Gråen i Öresund. Fästningen var av holländsk utformning och liknande en stjärna ovanifrån. Den skulle vara en viktig strategisk fästning i väst. Arbetena stoppades dock 1788 och anläggningen på Gråen blev aldrig färdigbyggd. Detta för att arbetet fortskred så långsamt, att det möjligen skulle stått klart 2110. Kruttornet från början av 1800-talet finns emellertid kvar.

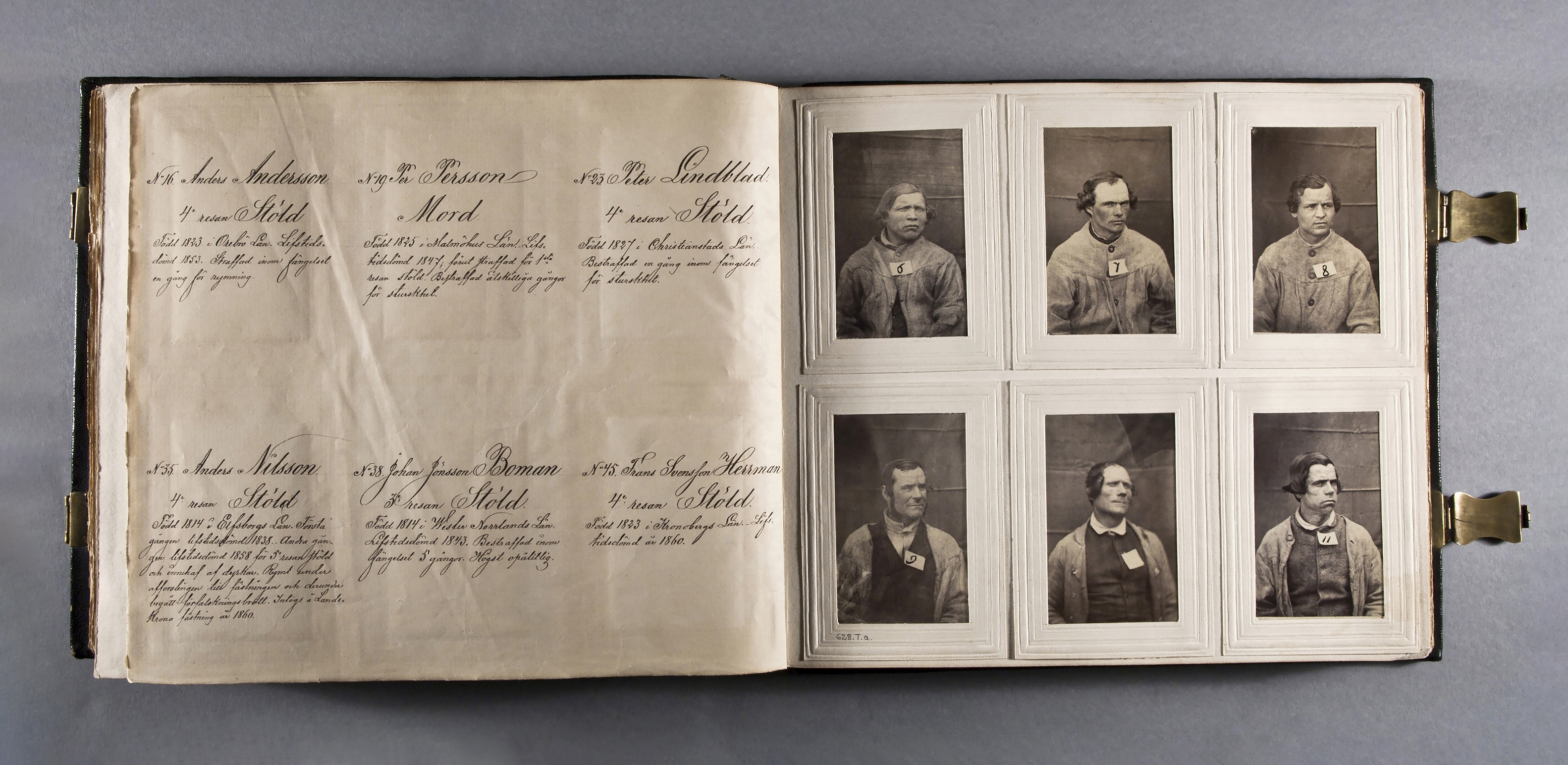
Ett uppslag ur ett fotoalbum över de fångar som "satt på fästning" i Landskrona år 1861.

Från början av 1700-talet placerades fångar på fästningen. Den blev 1827 fängelse för livstidsdömda. På 1860-talet gjordes stora byggnadsarbeten. En fängelsebyggnad tillkom och den östra rundeln byggdes om till cellfängelse. Ett nytt kommendanthus samt bostad åt fängelsedirektören tillkom. Vid en brand 1886 skadades huvudbyggnaden, varefter de två övre våningarna blev sammanslagna. Under 1900-talet användes fängelset som tvångsarbetsanstalt för kvinnor fram till 1940. En av de personer som satt på fästningen var Hilda Nilsson. 1940 övertog militären på nytt fästningen och anlade ytterligare fort på Gråen. Efter andra världskriget övergav militären citadellet och det blev en flyktinganstalt. Citadellet började allt mer att förfalla tills man med statliga pengar renoverade fästningen.
På fästningsvallarna runt citadellet ligger ett av Sveriges äldsta koloniområden. Citadellets koloniområde ägs av Statens Fastighetsverk och förvaltas av Landskrona stad, som i sin tur arrenderar ut kolonilotterna. Välbevarade stugor med ursprungliga trädgårdar ligger placerade längs vallgravarna.

## Bilder

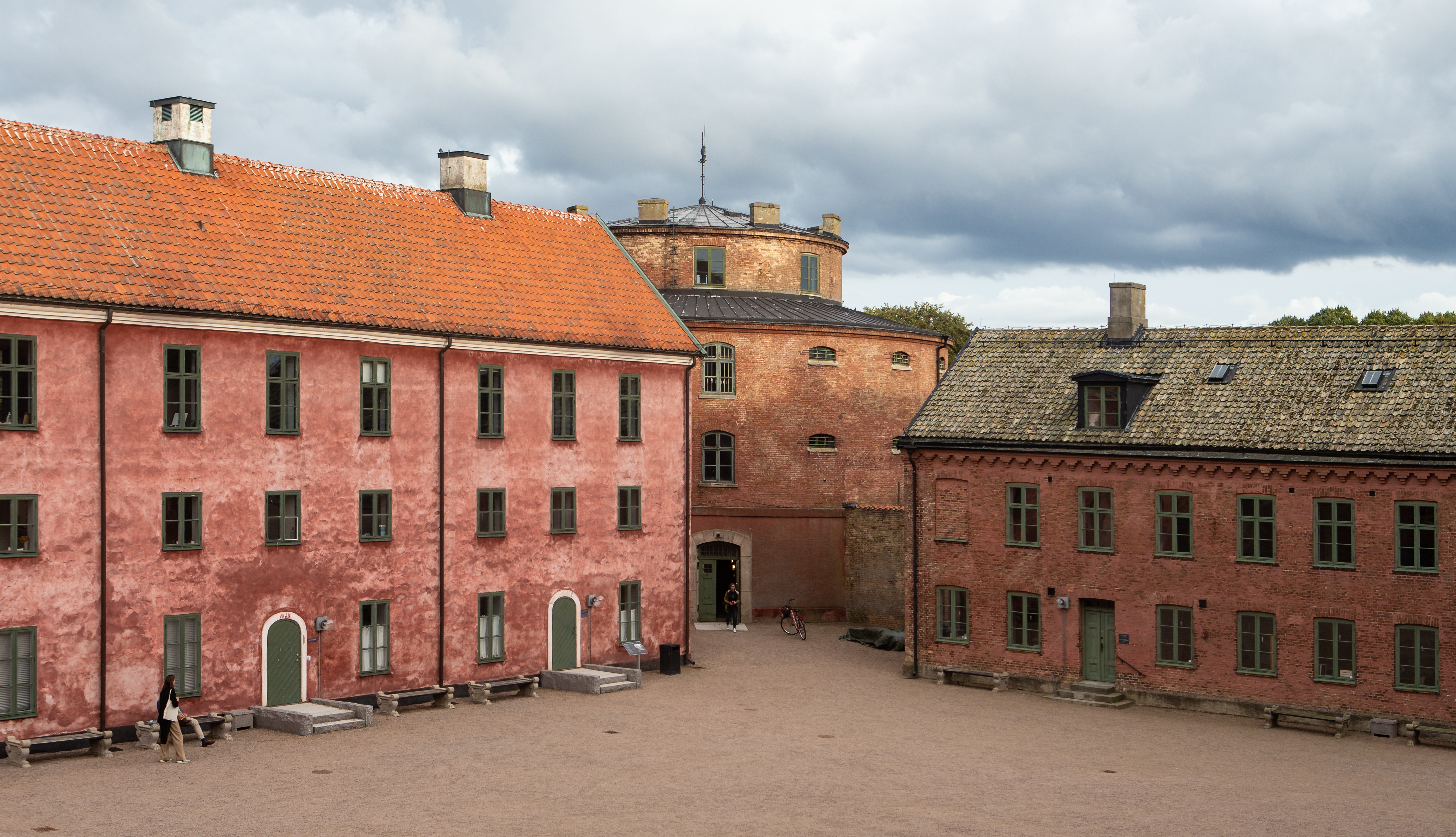
Borggården
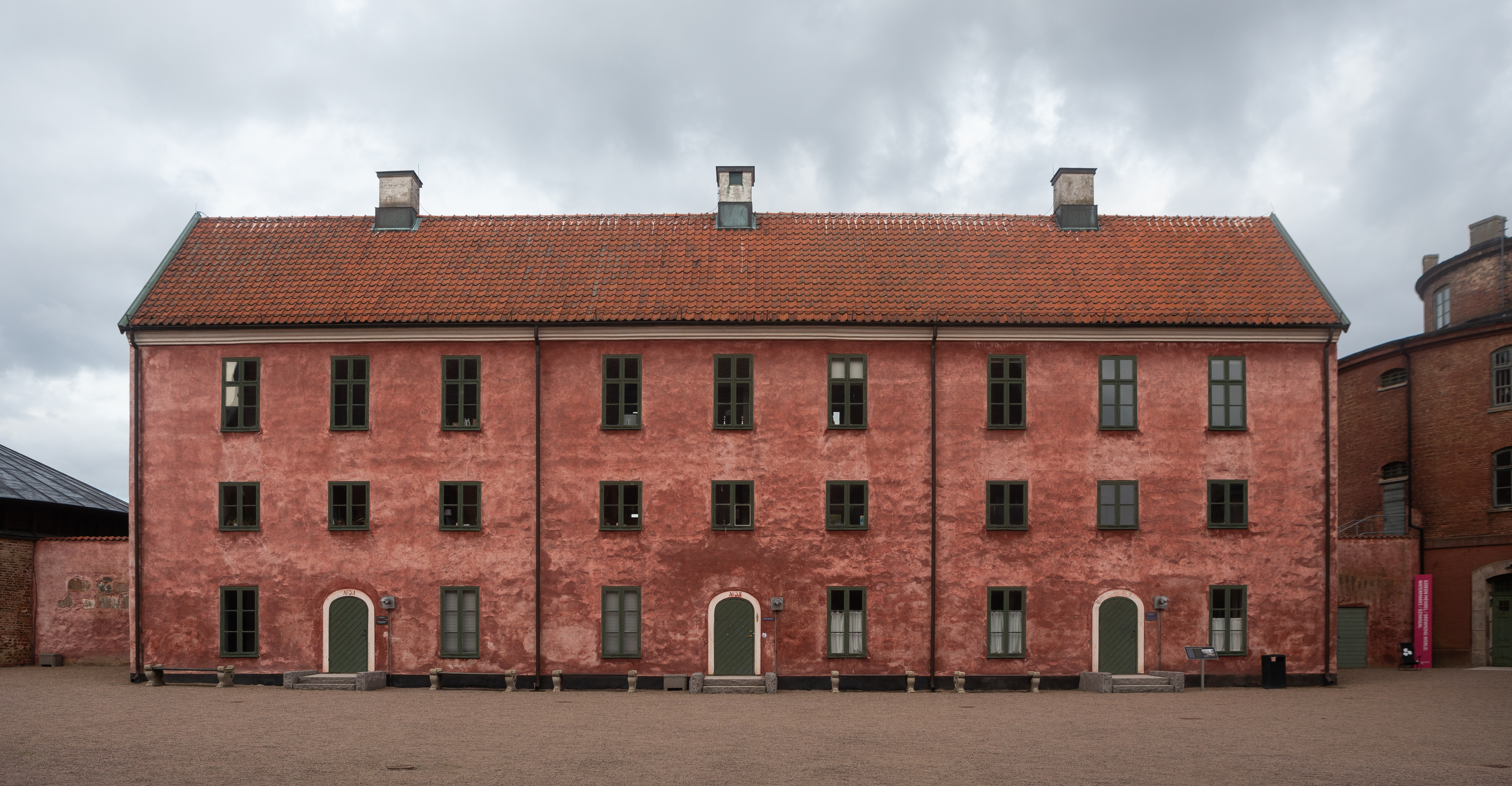
Sjukhuslängan bär sitt namn sedan fängelsetiden.
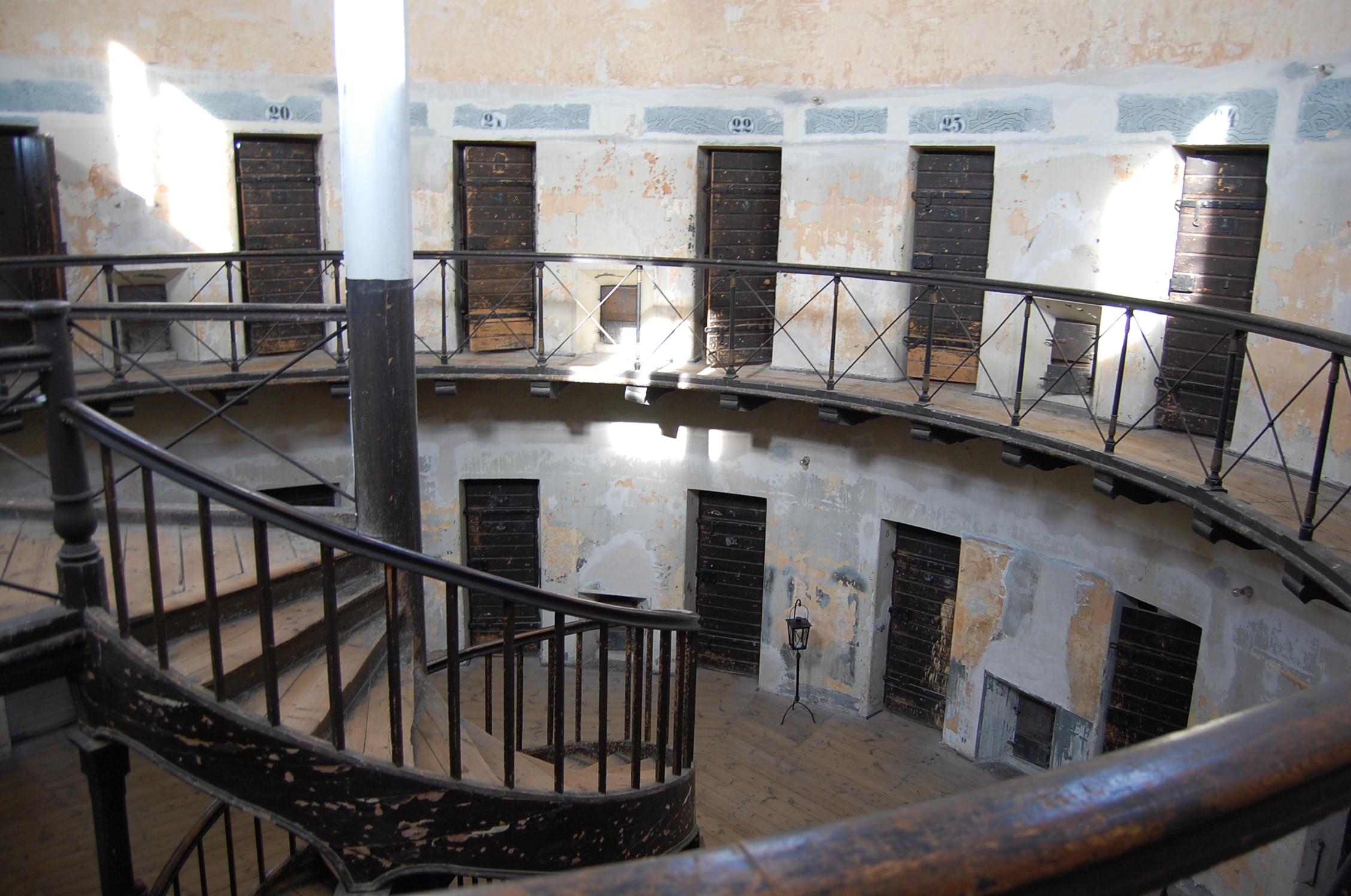
Fängelsecellerna i fängelsetornet.
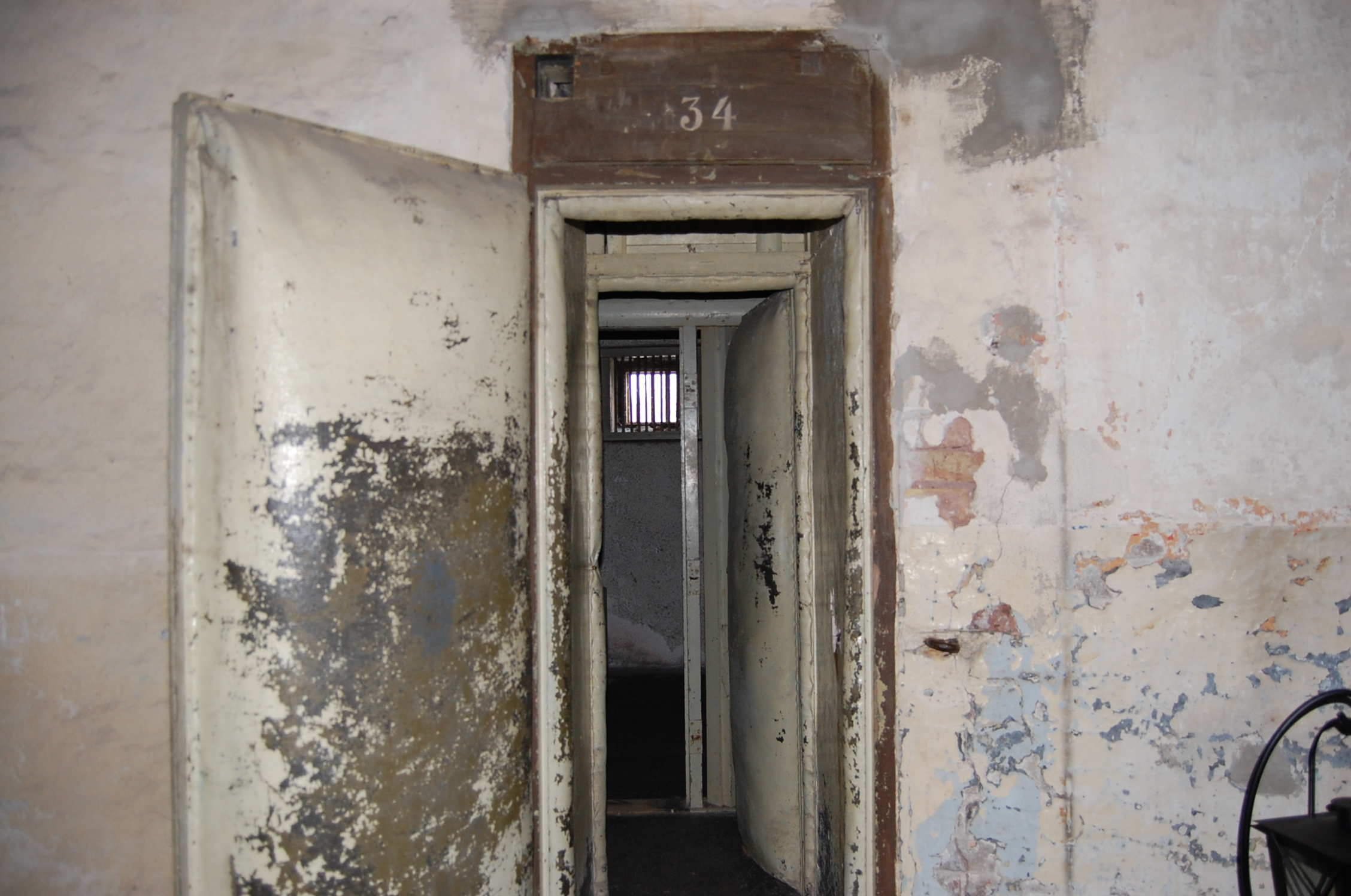
Isoleringscell på understa våningen.